# Hørsholm Egns Museum
Hørsholm Egns Museum er et museum beliggende i Hørsholm i Nordsjælland, i en bygning fra 1723, som blev tegnet af Christian d. 6. Foran museumsbygningen står et mindesmærke til landbrugsreformer fra 1759-1761, som blev gennemført på Hørsholm Gods, og som var de første landbrugsreformer i Danmarkshistorien
Museets bygninger blev tidligere benyttet af Dansk Jagt- og Skovbrugsmuseum.[kilde mangler]
- Stolbergmonumentet foran museumsbygningen på Søndre Jagtvej